# English country house

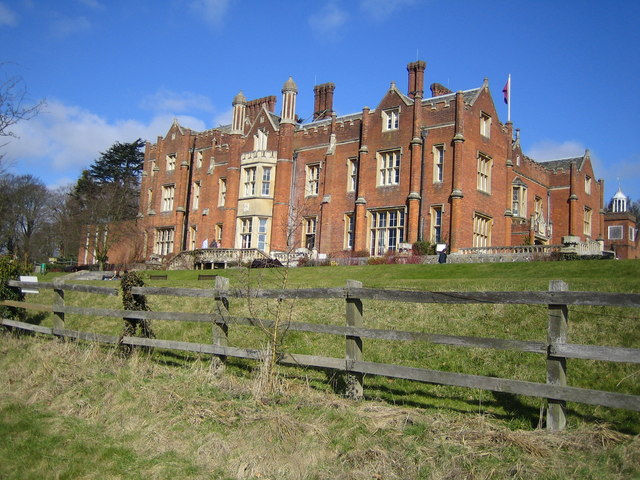
Latimer House v Buckinghamshire, anglický country house

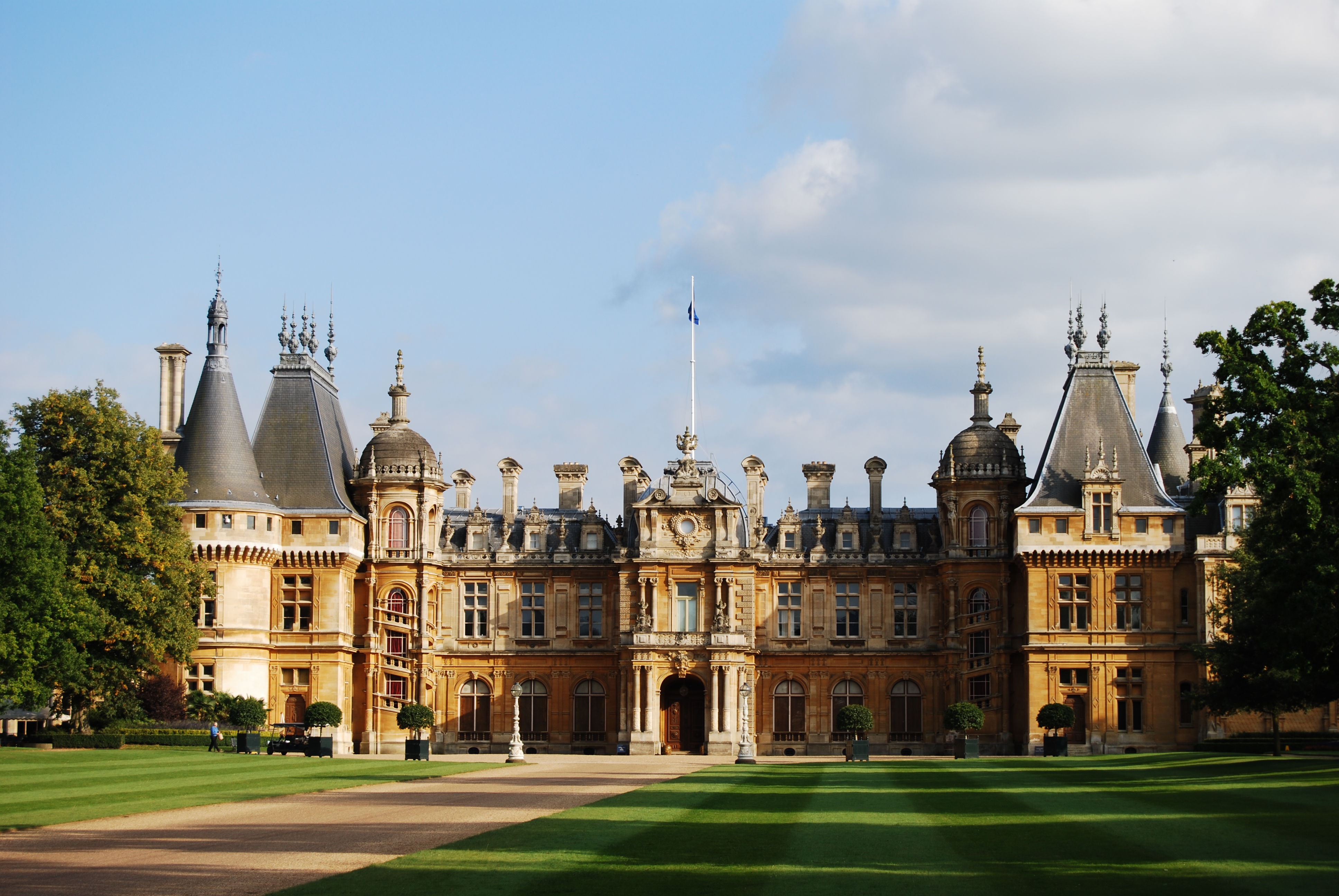
Waddesdon Manor, severní průčelí

English country house (anglicky „anglický venkovský dům“) je rozměrný dům, usedlost, panské sídlo, či zámeček na anglickém venkově.

## Charakteristika
Zatímco hrad nebo zámek je opevněná či neopevněná budova, country house je obvykle zcela neopevněná budova volně stojící v otevřené krajině. Pakliže je country house opevněný, pak se nazývá castle (hrad), ovšem ne všechny budovy označované jako 'castle' jsou opevněné (viz například zámek Highclere).
Většinou byly tyto venkovské domy ve vlastnictví osobami, či rodinami, které zároveň vlastnily městský dům. To jim umožňovalo trávit čas na venkově i ve městě — proto vznikla potřeba rozlišovat mezi městským a venkovským sídlem.
Výraz ovšem také zahrnuje domy, které byly (a často stále jsou), stálé rezidence pro feudální šlechtu, která měla hlavní slovo v Británii až do volebních reforem z roku 1832. Nezřídka se v takovýchto venkovských domech dojednávaly formální záležitosti týkající se celých hrabství.
Díky značnému počtu zaměstnanců obsluhy uvnitř domu i v jeho okolí, byly venkovské domy pro daný kraj významné z ekonomického hlediska.